# PanDaemonAeon
PanDaemonAeon è il primo album video del gruppo musicale britannico Cradle of Filth, pubblicato il 5 ottobre 1999 dalla Music for Nations.
Contiene il primo videoclip per la band che dà il titolo all'EP, dello stesso anno, From the Cradle to Enslave.
Il "Making of" dello stesso e, alcune tracce dal vivo registrate, il 5 giugno 1998, al London Astoria.

## Curiosità
Nel videoclip compare tale Dave Hirschheimer mentre, in studio, la batteria è stata suonata da Was Sarginson.

## Tracce
1. From the Cradle to Enslave (Clean version) - 05:06
2. From the Cradle to Enslave (Per version) - 05:16
3. The Un-making of... - 23:58
4. Dusk and Her Embrace (Live) - 07:19
5. Beneath the Howling Stars (Live) - 07:55
6. Cruelty Brought Thee Orchids (Live) - 07:09
7. Malice Through the Looking Glass (Live) - 06:57

## Formazione
- Dani Filth - voce
- Robin Eaglestone - basso
- Stuart Anstis - chitarra
- Gian Pyres - chitarra
- Les Smith - tastiere
- Dave Hirschheimer - batteria
- Nicholas Barker - batteria nelle tracce del vivo
- Sarah Jezebel Deva - voce addizionale